# Влаикулешти (Калараш)
Влаикулешти (рум. Vlăiculești) насеље је у Румунији у округу Калараш у општини Иљана. Oпштина се налази на надморској висини од 71 m.

## Становништво
Према подацима из 2002. године у насељу је живело 252 становника, од којих су сви румунске националности.